# Dar El Hamra
Dar El Hamra (en arabe : الدار الحمراء), également connue sous le nom de Palais Mami Arnaute, en référence à l'amiral de la flotte ottomane Mami Arnaute, est un palais algérien situé rue Amara Rachid, dans la basse Casbah d'Alger. Construit au XVIIe siècle et ayant connu des changements en 1820, il est classé monument historique depuis 1887. Le palais a subi des modifications significatives durant la colonisation française, notamment deux élargissements de rues qui ont altéré sa structure extérieure.

## Étymologie
Le palais tire son nom d'une fontaine qui se trouvait en face de la bâtisse. Les habitants d'Alger l'appelaient (en arabe : عين الحمرا) la fontaine rouge, et c'est elle qui a donné son nom à la rue elle-même, appelée (en arabe : زنقة عين الحمرا) la rue de la fontaine rouge.

## Histoire
Construit au XVIIe siècle siècle selon un document cité par l'historien français Albert Devoulx dans son livre El Djazaïr : Histoire d’une cité d’Icosium à Alger, pour le compte de l’amiral Mami Arnaute, le palais fut acquis en 1818 par Hussein Dey, alors qu’il occupait le poste de Khaznaji (ministre des Finances et du Trésor) sous le règne du Dey Ali ben Ahmed. Il y fit effectuer des modifications et des travaux de réhabilitation en 1820. Situé dans la basse Casbah d'Alger, ce palais servit d’abord de résidence familiale, avant de devenir le dernier refuge du Dey lui-même après la chute d’Alger en 1830, d’où il partit vers Livourne en Italie,.
Classé monument historique en 1887, durant la colonisation française, il a subi des modifications importantes, dont deux élargissements de rues qui ont altéré sa structure extérieure.
Il a été utilisé comme hôtel du directeur des fortifications, puis comme logement durant la période coloniale, avant d’abriter après l'indépendance le siège de l’Office d’intervention et de régulation des opérations d’aménagement de la Casbah d’Alger (OFIRAC),. 
Il a subi des restaurations, notamment des travaux légers en 1986 et des renforcements après le séisme de 2003. À la fin des années 2000, le palais a été rénové : des travaux d’étanchéité, de mise aux normes et d’amélioration du confort ont été réalisés sur une période de quatre ans, pour un budget d’environ 8 millions de dinars.
Il abrite, depuis 2007, le Centre National de Recherche en Archéologie.
Dans le cadre du Plan de sauvegarde de la Casbah (2024), Dar El Hamra figure parmi les sites réhabilités.

## Description
Le palais s’élève sur cinq niveaux, incluant un sous-sol dont les geôles retenaient jadis des esclaves, et une galerie souterraine menant jusqu’à la citadelle voisine,.
Il présente un grand patio central (wast al-dar), entouré de galeries à colonnes en marbre semi-torsadé, des plafonds sculptés en caisson, ornés de feuilles d’or, rosaces peintes, et des murs couverts de carreaux de Delft, de bandeaux émaillés, bois sculpté et inscriptions,.
Son décor intérieur est typique du style ottoman maghrébin : patios ouverts, marbre au sol, boiseries raffinées, carreaux multicolores — une esthétique partagée avec d'autres palais de la casbah d'Alger,,.